# Sam Buss
Samuel R. (Sam) Buss (6 de agosto de 1957) é um cientista da computação e lógico matemático estadunidense.
Buss estudou na Universidade Emory onde obteve um bacharelado em 1979 e na Universidade de Princeton, onde obteve um mestrado em 1983 e um doutorado em 1985, orientado por Simon Kochen, com a tese Bounded arithmetic. A partir de 1986 foi lecturer na Universidade da Califórnia em Berkeley. A partir de 1988 foi professor assistente e a partir de 1993 professor na Universidade da Califórnia em San Diego.
Foi Gödel Lecturer em 2019.

## Publicações selecionadas
- Bounded Arithmetic, Neapel: Bibliopolis, 1986, Online